# София Кабел Фолк
София Кабел Фолк е бивш български телевизионен канал. Той е първият български музикален канал. Създаден е през 1994 г. като част от столичния кабелен оператор София Кабел. Дълги години телевизията е лидер в областта си поради липсата на конкуренция. През 1999 г. се появява първата такава в лицето на Оникс Фолк. През 2001 и 2003 г. се появяват съответно Планета ТВ и Фен ТВ, които тотално сриват рейтинга на някогашния лидер София Кабел Фолк. През 2005 г. кабелният оператор София Кабел е продаден и на 1 ноември София Кабел Фолк е закрита.
На 2 октомври 2007 г. Найден Андреев възражда София Кабел Фолк. Програмен директор на канала е небезизвестния Бойко Брайков. Телевизията обаче не успява да застигне успеха си в края на 20 век и през декември 2009 г. е ребрандирана. Името на канала се променя на София Кабел, а съдържанието вече е политематично. И под това име обаче телевизията си остава с все така ниския рейтинг и няколко месеца по-късно е окончателно закрита.